# هيرونا يامازاكي
هيرونا يامازاكي هي ممثلة يابانية ولدت في 25 أبريل 1994.